# 카를 빌헬름 폰 톨
카를 빌헬름 폰 톨(독일어: Karl Wilhelm von Toll) 또는 러시아 이름으로 카를 표도로비치 톨(러시아어: Карл Фёдорович Толь)은 러시아 제국 육군에서 활동한 발트 독일인 귀족이다. 카를은 나폴레옹 전쟁, 러시아-튀르크 전쟁, 11월 봉기 등에서 활약했다.

## 군 경력
톨은 미하일 쿠투조프가 지휘하는 보병 사관생도 군단에서 기간을 보낸 후 1796년에 그의 군대 경력을 시작했다. 그는 1799년부터 1800년까지 알렉산드르 수보로프의 스위스 원정에서 처음으로 전투를 목격했고 1805년 제3차 대프랑스 동맹 전쟁에 참가했다. 그는 1806년 아우스터리츠 전투, 1806년부터 1809년까지 튀르크 전쟁, 그리고 라이프치히 전투를 비롯한 제6차 대프랑스 동맹 전쟁에서 싸웠다. 1812년 폰 톨은 제1군 사령관에 임명되었고 제1군의 모스크바 철수를 명령했다. 그 후 톨은 브리엔 전투와 페르샹푸아즈 전투에서 군대를 이끌었고, 1815년에 파리에 입성했다.
폰 톨은 1823년에 알렉산드르 1세의 부관으로 임명되었고, 1825년에 보병 장군으로 임명되었다. 1829년 러시아-튀르크 전쟁에서 폰 톨 장군은 총참모장이었다. 쿨레비치 전투의 승리 당시 보여준 역할 덕분에 폰 톨은 차르 니콜라이 1세로부터 백작 작위를 받았다. 1831년 11월 봉기 때 폰 톨은 한스 카를 폰 디비츠의 총참모장으로 일했고, 폰 디비츠의 사망 이후 디비츠의 직위를 물려받았다. 폰 톨은 1831년 9월 파스케비치에 의한 바르샤바 포위전에 참여했고, 도시 공격의 마지막 단계 동안 부상당한 파스케비치의 뒤를 이어 총사령관이 되었다. 1833년 그는 교통부 장관으로서 국무원에서 일했고, 그 능력에서 그는 교통공학회에 특별한 관심을 기울였다.